# Îles Sese
Les îles Sese ou îles Ssese constituent un archipel lacustre de l'Ouganda, dans le nord-ouest du lac Victoria.
Parmi ces îles, la plus grande est l'île Bugala ; les principales autres îles sont Bubeke, Bufumira, Bukasa, Buyova, Funve et Serinya. Il y a au total plus de 80 îles, réparties en deux groupes : le groupe Bugala et le groupe Koome.

Vue panoramique